# Uvaria leptocladon
Uvaria leptocladon är en kirimojaväxtart som beskrevs av Daniel Oliver. Uvaria leptocladon ingår i släktet Uvaria och familjen kirimojaväxter. IUCN kategoriserar arten globalt som livskraftig.

## Underarter
Arten delas in i följande underarter:
- U. l. leptocladon
- U. l. septentrionalis